# Pérez Celis
Pérez Celis (15 janvier 1939 - 2 août 2008) est un artiste argentin. Il a acquis une reconnaissance internationale pour ses peintures, sculptures, peintures murales et gravures.

## Biographie

### Jeunesse et formation
Pérez est né à San Telmo, au sud de Buenos Aires, et a grandi à Liniers, à la bordure de la ville. Travaillant comme vendeur de journaux durant son enfance, il apprend les bases du dessin et de la peinture via des cours par correspondance. Il s'inscrit à l'École des Beaux-Arts de Belgrano en 1954 et expose pour la première fois à 17 ans à la Galería La Fantasma. Après son entrée dans le monde professionnel des arts, il a commencé à utiliser son nom à l'envers. Au début de sa carrière, il a été influencé par l'artiste hongrois Victor Vasarely lors d'une rétrospective des œuvres de ce dernier en 1957 au Musée national des Beaux-Arts. Il épouse Sara Fernández en 1959 et s'installe en Uruguay pendant moins d'un an sur l'invitation de Carlos Páez Vilaró. Pérez a participé au Groupe des 8, des partisans de l'art abstrait parmi le public local normalement conservateur.

### Carrière
Il retourne à Buenos Aires en 1960 et ouvre un atelier au centre-ville avec le soutien de Guido Di Tella, son premier mécène.
Pérez Celis explore l'art géométrique et réalise sa première fresque murale, Fuerza América, en 1962. Les motifs et les couleurs indigènes réapparaîtront dans plusieurs de ses productions au cours des années 1960 et 1970 et le distingueront de la plupart des autres artistes locaux, pour lesquels le pop art et l'art figuratif étaient plus influents. Il a été exposé dans plus de 120 expositions personnelles au cours de sa carrière, notamment à la Galerie Bellechasse, Anita Shapolsky Gallery New York, Arteconsult, Boston & Panama, Witcomb, etc. et ses œuvres ont été achetées par de nombreuses collections privées et musées de premier ordre, dont le Musée d'Art Moderne de New York. Il a reçu des commandes du gouvernement argentin, qui a placé ses œuvres à l'aéroport international Ministro Pistarini, mais aussi d'autres gouvernements et de personnalités et entreprises de premier plan.
Sa vie prend un tournant tragique en 1975, lorsqu'un accident de voiture a tué sa femme. Il a nécessité des mois de physiothérapie pour ses blessures. Il s'est remarié avec Margarita Laconich en 1977 et a vécu à Caracas, Paris, New York et Miami les années suivantes. Il partage son temps entre Buenos Aires et New York. En 1994, une rétrospective de son œuvre a été organisée à la Biblioteca Nacional visitée par plus de 300 000 personnes. Il continue d'exposer en Amérique latine, à la Sanyo Gallery de Tokyo, à la Anita Shapolsky Gallery de New York et dans de nombreuses universités,. Parmi ses nombreuses distinctions au cours des années suivantes, on compte le prix Alba au 61e Salon national des arts plastiques argentins, et il a été proclamé citoyen d'honneur de la ville de Buenos Aires en 2001.
Il a également créé plusieurs illustrations d'œuvres littéraires, notamment celles de la traduction en espagnol par Jorge Luis Borges du poème Leaves of Grass de Walt Whitman. Fan de l'équipe de football du Club Atlético Boca Juniors, il a réalisé en 1997 deux peintures murales pour le stade La Bombonera de l'équipe à Buenos Aires : Idolos (Idoles) et Mito y Destino (Mythe et Destin), toutes deux en mosaïques vénitiennes et en bronze sur ciment.

### Dernières années
Sa fille, l'actrice María José Gabín, a publié une biographie de son père en 2007.
Pérez Celis a développé une leucémie et a subi une longue série de traitements. L'artiste a finalement perdu la vie à Buenos Aires en 2008, à l'âge de 69 ans. Il laisse dans le deuil sa troisième épouse, Tamara Toma et ses enfants.

## Filmographie
- Pérez Celis, (espagnol) États-Unis, 2005. Écrit et réalisé par Eduardo Montes-Bradley. Le documentaire, qui consiste en un portrait de Pérez Celis, montre l'artiste au travail dans son atelier de Little Haiti. Au fil d'une série de conversations avec Celis, Montes-Bradley parvient à capturer des moments rares montrant l'artiste au travail. Le processus de création, les pinceaux sur la toile, le mélange des couleurs et le dessin des croquis partagent le temps à l'écran avec l'anecdote et les traces d'une feuille de route politique suivie par Celis du milieu des années 1940 à nos jours.